# کشتی نورثومبریا
کشتی نورثومبریا (به انگلیسی: Esso Northumbria) اولین کشتی از سری کشتی‌های نفت‌کش نفت خام بود که توسط شرکت کشتی سازی سوان هانتر (Swan Hunter) در والزند در تاینسایددر سال ۱۹۶۹ ساخته شد. در ۲ مه ۱۹۶۹ توسط شاهدخت آن به آب انداخته شد، این بزرگترین کشتی بریتانیایی بود که تا آن زمان ساخته شده بود.

## تاریخچه
این کشتی برای حمل نفت خام از خلیج فارس طراحی شده بود و طراحی بزرگ آن نتیجه بحران سوئز بود که منجر به بسته شدن کانال سوئز شده بود. این کشتی تک پوسته بود و با آگاهی نسبتاً محدودی از فرایند بهره‌برداری آتی چنین سازه بزرگی در دریا طراحی شده بود و عموماً مقیاس پذیری بزرگی از یک طرح کوچکتر بود. همچنین در زمان تولید تورم بی‌سابقه‌ای در بریتانیا در حال وقوع بود، قرارداد ساخت بر اساس قیمت ثابت بود. در نتیجه منجر به تلاش‌های زیادی برای کاهش هزینه‌ها شد. سوان هانتر در انتها ضرر کرد. هزینه نهایی ساخت کشتی ۶٫۵ میلیون پوند شد.

## مشکلات
این کشتی هم از نظر اتصالات و هم از نظر ساختار طراحی با ترک خوردن بدنه تحت فشارش روبرو بود. در طول عمر کوتاه خود نیاز به تعمیرات زیادی داشت، ترس از نشتی شدید، باعث شد در سال ۱۹۸۲ پس از تنها ۱۲ سال خدمت بازنشسته شود. کشتی در کائوهسیونگ تایوان شکسته شد.

## در فرهنگ عامیانه
در فیلم کارتر را بگیرید به بازیگری مایکل کاین، کشتی در پس زمینه صحنه معروف تیراندازی در اسکله ظاهر شد. در سال ۲۰۱۹ درد نوتز جزئیات و دلایل طول عمر کوتاه نورتومبریا را منتشر کرد.